# TW Ворона
TW Ворона (лат. TW Corvi) — двойная звезда в созвездии Ворона на расстоянии приблизительно 1 700 световых лет (около 522 парсек) от Солнца. Видимая звёздная величина звезды — от +13,55m до +12,68m. Орбитальный период — около 0,3276 суток (7,8629 часов).

## Характеристики
Первый компонент — субкарлик спектрального класса sdO**. Масса — около 0,5 солнечной, радиус — около 0,01 солнечного*. Эффективная температура — около 105000 K.
Второй компонент — красный карлик, отражающая переменная звезда (R) спектрального класса Me. Масса — около 0,2 солнечной, радиус — около 0,4 солнечного*. Эффективная температура — около 5096 К.